# Jardín botánico Reinaldo Espinosa
El Jardín Botánico Reinaldo Espinosa Aguilar es un jardín botánico de unas 7 hectáreas de extensión, administrado por la Universidad Nacional de Loja, en Loja, Ecuador. 
El código de identificación del Jardín Botánico Reinaldo Espinosa como miembro del "Botanic Gardens Conservation Internacional" (BGCI), así como las siglas de su herbario es LOJA.

## Localización
Se encuentra en la Ciudadela Universitaria "Guillermo Falconí Espinosa" de Loja, Ecuador. 
La vegetación del valle lojano es de una gran variedad y riqueza, a tal punto que el geógrafo Teodoro Wolf calificó a Loja como "el jardín botánico del Ecuador".
Para llegar al Jardín Botánico Tomamos los buses de las líneas: La Argelia - Capulí o Pitas - La Argelia, esta llega hasta la Universidad Nacional de Loja, por lo que se debe caminar 5 min.
Jardín Botánico "Reinaldo Espinosa" Universidad Nacional de Loja, Facultad de Agropecuaria y Recursos Naturales Renovables " Loja, Ecuador.
Planos y vistas satelitales.4°2′4.2″S 79°47′14.64″O / -4.034500, -79.7874000
El clima de Loja es temperado-ecuatorial subhúmedo. Con una temperatura media del aire de 16 °C. La oscilación anual de la temperatura lojana es de 1,5 °C, generalmente cálido durante el día y más frío y húmedo a menudo por la noche.
Junio y  julio, trae una llovizna oriental con los vientos alisios, y se conoce como la "temporada de viento." Los meses de menor temperatura fluctúan entre junio y septiembre, siendo julio el mes más frío. De septiembre a diciembre se presentan las temperaturas medias más altas, sin embargo en esos mismos meses se han registrado las temperaturas extremas más bajas. Particularmente en el mes de noviembre se registra el 30% de las temperaturas más bajas del año.
La ciudad de Loja posee un microclima marcado, siendo el sector nororiental más cálido que el resto del área urbana.
Según el estudio Geo-Loja, en los últimos cuarenta años, la temperatura de la ciudad se ha elevado en 0,7 °C, habiéndose registrado en los años 2003-2004 las temperaturas más altas, las cuales han llegado a 28 ° grados centígrados.
- Horario de visitas de lunes a viernes de 8.00 a 13.00 y de 15.00 a 18.00.

- Sábado y domingo de 13.00 a 18.00.

## Historia
El Jardín Botánico Reinaldo Espinosa es el Jardín Botánico más antiguo del Ecuador y se lo considera un laboratorio natural, fue fundado en el año 1949 por el distinguido Botánico Reinaldo Espinosa Aguilar, con el fin de impulsar la investigación y conservación ambiental. En él se han tratado de reunir en secciones las plantas más sobresalientes y adecuadas al Sur del Ecuador.
El Jardín Botánico se encuentra bajo la dirección de un profesor de Botánica y se ha mantenido, obligadamente, más bien como un laboratorio de enseñanza con secciones mezcladas, sin embargo, ha sido y es muy visitado por botánicos y biólogos que aprecian la gran biodiversidad que éste posee.

## Colecciones
En sus 7 hectáreas, se puede observar la más variada muestra de especies vegetales entre nativas, exóticas y endémicas, siendo un lugar para la exhibición de la biodiversidad de la provincia de Loja. 
Alberga más de 1000 especies entre nativas y exóticas, y es un laboratorio vivo para la investigación de la vegetación endémica e introducida, un espacio idóneo para hacer interpretación y educación ambiental.
Durante el recorrido por uno de los Jardines  Botánicos más antiguos del Ecuador, se puede disfrutar de la diversidad de paisaje en sus diferentes secciones:
- Árboles nativos típicos de la provincia de Loja, entre los que se puede encontrar: Arupos (Chionanthus pubescens), Guato (Erythrina edulis), Faiques (Acacia macracantha), Nogales (Juglans neotropica, Romerillos (Podocarpus oleifolius, Podocarpus oleifolius y Podocarpus rospigliosi), Canelón (Nectandra laurel), Arrayán (Myrcianthes hallii), Cedro (Cedrela montana), Arabisco (Jacaranda mimosifolia.
- Colección de orquídeas, el Orquideario replica las condiciones ideales para la reproducción de especies valiosas de orquídeas como: Oncidium, Epidendrum, Stanophea, Stelis, Masdevallia, Nanodes y Bromelias. Siguiendo con el recorrido se puede apreciar la diversidad de orquídeas del sector, para lo cual fue necesario crear una réplica del ambiente húmedo y las condiciones naturales para que las especies puedan conservarse. Además es hermoso ver la mezcla de plantas ornamentales con plantas medicinales, que adornan el lugar.

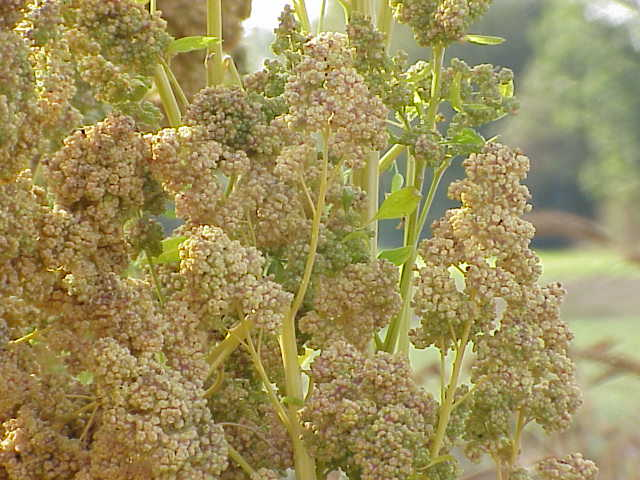
Frutos de la Quinua (Chenopodium quinoa).

- Colección de Bonsáis, el Jardín Botánico ha mejorado la sección Bonsái, donde se puede admirar los árboles en miniatura de especies nativas y exóticas.
- Plantas de cultivos andinos, cactus, rodales, y una variedad de plantas andinas que vienen desde el Incario como: oca (Oxalis tuberosa), melloco (Ullucus tuberosus), quinua (Chenopodium quinoa), jícamas (Smallanthus sonchifolia), ataco (Amaranthus hybridus), zanahoria blanca (Arracacia xanthorrhiza), babaco (Carica pentagona), camote (Ipomoea batatas), uvillas (Physalis peruviana), tomate de árbol (Cyphomandra betaceae) y papa (Solanum tuberosum).
- Colección de plantas medicinales y ornamentales: hierba luisa, congona (Peperomia congona), pena, ajenjo, ruda, violeta, tilo y la popular Cascarilla (Cinchona lanceifolia), antaño explotada desde nuestros bosques y enviada a Europa para la cura de la fiebre terciaria, begonias, gloxinias, helechos y anturios
- Colecciones de plantas de suelos especiales, se ha creado un ambiente específico para el cultivo de plantas de suelo ácido como la joyapa (Macleania rupestris), el mortiño (Vaccinium floribundum) y de suelos alcalinos como la moshquera (Croton sp.) y la tuna (Opuntia sp).
- Existen senderos que facilitan el acceso y circulación en el interior del Jardín Botánico, y en los espacios verdes del Jardín se puede observar especies de aves propias de valles interandinos.
- Además tiene un laberinto que permite la distracción del turista y un parqueadero.